# Ledeboerianska församlingarna
Ledeboerianska församlingarna var ett antal reformerta församlingar som, under ledning av L.G.C. Ledeboer, 1841 valde att lämna Nederländska reformerta kyrkan.
Under ledning av Gerrit Hendrik Kersten gick majoriteten av de ledeboerianska församlingarna 1907 samman med Gereformeerde Kerken onder het Kruis och bildade de Reformerta församlingarna i Nederländerna och Nordamerika. 
Ett mindre antal församlingar, som bland annat vägrade att använda 1773 års psalmbok utan höll fast vid Petrus Datheens psalmbok från 1500-talet, valde att gå sin egen väg som de gammalreformerta församlingarna, under ledning av L Boone.
Denna kyrkogemenskap bestod till 1948 då man gick samman med Federationen av Gammalreformerta församlingar och tillsammans bildade de Gammal-reformerta församlingarna i Nederländerna.